# NGC 5481
NGC 5481 ist eine Elliptische Galaxie vom Hubble-Typ E im Sternbild Bärenhüter am Nordsternhimmel und ist schätzungsweise 95 Millionen Lichtjahre von der Milchstraße entfernt. 
Sie bildet zusammen mit NGC 5480 eine gravitationell gebundene Doppelgalaxie, beide zusammen wurden am 15. Mai 1787 von Wilhelm Herschel mit einem 18,7-Zoll-Spiegelteleskop entdeckt,  der sie dabei mit „Two. The preceding [NGC 5480] F, pS, R, vgbM. The following [NGC 5481] F, vS, stellar, smbM; distance 2.5′“ beschrieb.